# سکانینائیت
سکانینائیت  (به انگلیسی: Sekaninaite) با فرمول شیمیایی Fe2+ 2 Al3[AlSi5O18] از مجموعه کانی هاست و کانی مشابه آن کوردیئریت است. از نام کانی‌شناس چک J.Sekanina گرفته شده‌است نامحلول در اسیدها - ذوب نمی‌شود. FeO:۲۲٫۱۸٪  Al2O۳:۳۱٫۴۷٪  SiO۲:۴۶٫۳۵٪  برای اولین بار در چک اسلواکی کشف شد و از نظر شکل بلور: منشوری، رنگ: آبی روشن متمایل به آبی بنفش، شفافیت: شفاف - نیمه شفاف، شکستگی: صدفی - نامنظم، جلا: شیشه ای، سیستم تبلور: ارترومبیک و در رده‌بندی سیلیکات است  و منشأ تشکیل آن پگماتیت است.
همایند کانی‌شناسی (پارانژ) آن کوردیئریت- ارتوز- کوارتز- تورمالین است.
، از نظر ژیزمان بلوری کمیاب است و بیشتر در چک اسلواکی یافت می‌شود.

## منبع
- پردیس کشاورزی ایران